# مقاطعة نطنز
مقاطعة نطنز (بالفارسية: شهرستان نطنز) هي إحدى مقاطعات محافظة أصفهان في إيران. عاصمة المقاطعة هي نطنز. حسب تعداد 2006، بلغ عدد السكان 43,947 نسمة في 12,802 عائلة.